# Qiaoji
Qiaoji (kinesiska: 乔集, 乔集乡) är en socken i Kina. Den ligger i provinsen Henan, i den centrala delen av landet, omkring 220 kilometer öster om provinshuvudstaden Zhengzhou. Antalet invånare är 27 351. Befolkningen består av 13 410 kvinnor och 13 941 män. Barn under 15 år utgör 20,0 %, vuxna 15-64 år 70 %, och äldre över 65 år 8,0 %.
Genomsnittlig årsnederbörd är 945 millimeter. Den regnigaste månaden är juli, med i genomsnitt 207 mm nederbörd, och den torraste är januari, med 9 mm nederbörd.